# أبو عبد الله بن الفراء الأندلسي
أبو عبد الله محمد بن يحيى بن عبد الله بن زكريا بن الفراء الأندلسي قاضي المرية في الأندلس، وأحد كبار علماء المالكية فيها.

## نشأته وعلمه
ولد أبو عبد الله بن الفراء ببلدة المرية بالأندلس، ولم تتحدث الكتب عن نشأته، إلا أن حياته تدل على أنه طلب العلم وهو صغير وحفظ القرآن، ونبغ في العلم حتى صار قاضيًا، ومن المشهور أن القاضي لا بد أن يكون عالمًا ورعًا تقيًّا، وكل هذه الأمور لا تتحقق إلا بالنشأة الصالحة.
أثنى على ابن الفراء العلماء فقالوا: «كان إمامًا زاهدًا، صالحًا، ورعًا متواضعًا، قوالاً بالحق، مقبلاً على الآخرة. لما شرع علي بن يوسف بن تاشفين في جباية المعونة كتب إليه إن الله قلدك أمر المسلمين ليبلوك فيما آتاك مما يزلفك لديه أو يدنيك بين يديه. وهذا المال الذي يسمى المعونة جبي من أموال اليتامى والمساكين بالقهر والغصب، وأنت المسؤول عنه، والمجيب على النقير والقطمير، والكل في صحيفتك، ولعل بعض فقهاء السوء أشار عليك بهذا، واحتج لك بأن عمر أخذ من المسلمين معونة جهز بها جيشًا، فإن عمر لم يفعل حتى توجه إلى القبلة، وحلف أنه ليس في بيت المال درهم، وإن تجهيز ذلك الجيش مهم، فيلزمك أن تفعل كعمر. فلما وقف على هذا الكتاب قال: صدق، هم والله أشاروا عليَّ، وما بيت المال يحتاج. ثم رد ثلث الأموال إلى أربابها».

## جهاده
لم يقتصر دور العلماء والفقهاء على الوعظ وحث الناس على الجهاد، فالكلمة إن لم يتبعها عمل لن يكون لها أي أثر، شارك أبو عبد الله بن الفراء المسلمين بالأندلس جهادهم ضد النصارى، وأهم المعارك التي شهدها معركة كتندة، والتي كانت فيها الدائرة على المسلمين وكانت بقيادة علي بن يوسف بن تاشفين، ففي عام خمسمائة وأربعة عشر توجه ابن ردمير بجيوش النصارى حتى انتهى إلى كتندة بالقرب من مرسية في شرق الأندلس، فحصرها حصارًا شديدًا وضيق على أهلها، فتوجه إليه علي بن يوسف بن تاشفين بجيوش المسلمين، وكثير من المتطوعة، حتى التقى الجيشان وتقاتلوا قتالاً شديدًا، وانتهى الأمر بهزيمة المسلمين بعد أن كثر فيهم القتل، وكان فيمن قتل أبو عبد الله بن الفراء قاضي المرية.

## وفاته
قتل أبو عبد الله بن الفراء فيمن قتل بمعركة كتندة، وكان مقتله في شهر ربيع الأول سنة 514 هـ.